# Helena Ramos
Benedita Helena Ramos (Cerqueira César, 10 de março de 1953) é uma atriz, modelo e escritora brasileira.
Atuou no cinema nos década de 1970 e 80, participando de mais de vinte pornochanchadas, alguns grandes sucessos como Roberta, a Gueixa do Sexo (1978), Iracema (1979) e Mulher Objeto (1981), o que fez ela ser conhecida como "musa da pornochanchada" e dado ao local onde esses filmes eram gravados como uma das "musas da Boca". Atuou também em telenovelas, entre elas Guerra dos Sexos, em 1983.

## Filmografia

### Televisão
| Ano  | Título                  | Personagem | Notas                                 |
| ---- | ----------------------- | ---------- | ------------------------------------- |
| 1983 | Guerra dos Sexos        | Lucilene   |                                       |
| 1984 | Meus Filhos, Minha Vida | Cleusa     |                                       |
| 1997 | O Amor Está no Ar       | Suzete     |                                       |
| 1997 | Você Decide             | Joana      | Episódio: "O Mistério do Chupa-Cabra" |
| 2006 | Tv Excede               | Ela Mesma  |                                       |
| 2009 | Helena Ramos            | Ela Mesma  |                                       |
| 2011 | Boca do Lixo            | Ela mesma  |                                       |

### Cinema
| Ano  | Título                              | Personagem |
| ---- | ----------------------------------- | ---------- |
| 1974 | Pensionato de Mulheres              | Eneida     |
| 1974 | As Cangaceiras Eróticas             | Cangaceira |
| 1975 | A Ilha do Desejo                    | Raquel     |
| 1975 | Lucíola, o Anjo Pecador             | Nina       |
| 1975 | Os Pilantras da Noite               | —          |
| 1975 | O Clube das Infiéis                 | —          |
| 1975 | As Mulheres Sempre Querem Mais      | —          |
| 1976 | Guerra É Guerra                     | Esposa     |
| 1976 | A Ilha das Cangaceiras Virgens      | Neide      |
| 1976 | O Mulherengo                        | Julieta    |
| 1976 | Possuídas pelo Pecado               | Anita      |
| 1976 | Quem é o Pai da Criança?            | —          |
| 1976 | Sabendo Usar Não Vai Faltar         | —          |
| 1976 | Bacalhau                            | Ana        |
| 1976 | Kung Fu Contra as Bonecas           | Maria      |
| 1977 | Bem Dotado, o Homem de Itu          | Julinha    |
| 1977 | Dezenove Mulheres e um Homem        | Tânia      |
| 1977 | Coquetel do Sexo                    | —          |
| 1977 | Mulheres Violentadas                | Maria      |
| 1977 | Inferno Carnal                      | Virgínia   |
| 1978 | A Noite dos Duros                   | Débora     |
| 1978 | Roberta, a Gueixa do Sexo           | Roberta    |
| 1979 | Iracema, a Virgem dos Lábios de Mel | Iracema    |
| 1979 | Mulher, Mulher                      | Alice      |
| 1979 | Patty, a Mulher Proibida            | Patty      |
| 1979 | Por um Corpo de Mulher              | Vanda      |
| 1980 | A Mulher Sensual                    | Marina     |
| 1980 | Fica Comigo Esta Noite              | —          |
| 1980 | As Intimidades de Analu e Fernanda  | Analu      |
| 1980 | Palácio de Vênus                    | —          |
| 1980 | Convite ao Prazer                   | Anita      |
| 1980 | Diário de uma Prostituta            | Bia        |
| 1980 | O Inseto do Amor                    | Dóris      |
| 1981 | Crazy - Um Dia Muito Louco          | Durvalina  |
| 1981 | Me Deixa de Quatro                  | Sofia      |
| 1981 | Mulher Objeto                       | Regina     |
| 1981 | O Sequestro                         | Fátima     |
| 1981 | Violência na Carne                  | Jesse      |
| 1981 | Os Indecentes                       | —          |
| 1983 | Corpo e Alma de Mulher              | Lane       |
| 1984 | Volúpia de Mulher                   | Laura      |
| 2006 | Foi Bom pra Você, Benzinho?         | Ela Mesma  |